# Toni Kolehmainen
Toni Kolehmainen (* 20. Juli 1988 in Oulu) ist ein ehemaliger finnischer Fußballspieler.

## Karriere

### Vereine
Toni Kolehmainen spielte von 2004 bis 2005 in der Jugend der Blackburn Rovers. Bereits kurze Zeit später wechselte er zurück in seine nordfinnische Heimatstadt Oulu. Zunächst spielte Kolehmainen beim Oulun Luistinseura und danach beim AC Oulu. Im Jahr 2007 wechselte Kolehmainen zu AZ Alkmaar in die Niederlande. Dort sollte er nur zu einem einzigen Pflichtspieleinsatz des von Louis van Gaal trainierten Vereins aus der Provinz Nordholland kommen. Im KNVB-Pokal debütierte er im Achtelfinale 2008/09 gegen Achilles ’29. Im Jahr 2009 war er wieder beim AC Oulu aktiv, bevor er 2010 zu Turku PS wechselte. Mit dem Verein gelang ihm jeweils ein Sieg im Finale des Finnischen Pokals sowie Ligapokals. Bei Turku konnte er sich im Team von Marko Rajamäki etablieren und als Stammkraft auszeichnen. Im August 2012 wechselte er zu Hønefoss BK nach Norwegen, wo er auf seinen Landsmann Riku Riski traf. 2015 kehrte er nach Finnland zurück und stand zwei Jahre bei HJK Helsinki unter Vertrag. Im Januar 2016 wechselte er für sechs Monate zum polnischen Drittligisten Wisła Puławy und beendete anschließend seine aktive Karriere.

### Nationalmannschaft
Toni Kolehmainen debütierte für die finnische A-Nationalmannschaft im Januar 2012 gegen Trinidad und Tobago. Dort gelang dem Mittelfeldspieler zugleich der Premierentreffer im Trikot Finnlands. Mit der Auswahl nahm Kolehmainen am Baltic Cup 2012 in Estland teil, bei dem er mit dieser im Finale gegen Lettland im Elfmeterschießen unterlag. Zuvor hatte Kolehmainen in der regulären Spielzeit den zwischenzeitlichen Führungstreffer erzielt, im Elfmeterschießen verschoss er dagegen. Bis 2015 kam er auf insgesamt zehn Partien, in denen er drei Treffer erzielen konnte.

## Erfolge
- Finnischer Pokalsieger: 2010
- Finnischer Ligapokalsieger: 2012